# Wilhelm Staehle
Wilhelm Staehle (* 20. November 1877 in Neuenhaus; † 23. April 1945 in Berlin) war ein deutscher Abwehroffizier, Monarchist und Widerstandskämpfer gegen den Nationalsozialismus.

## Leben

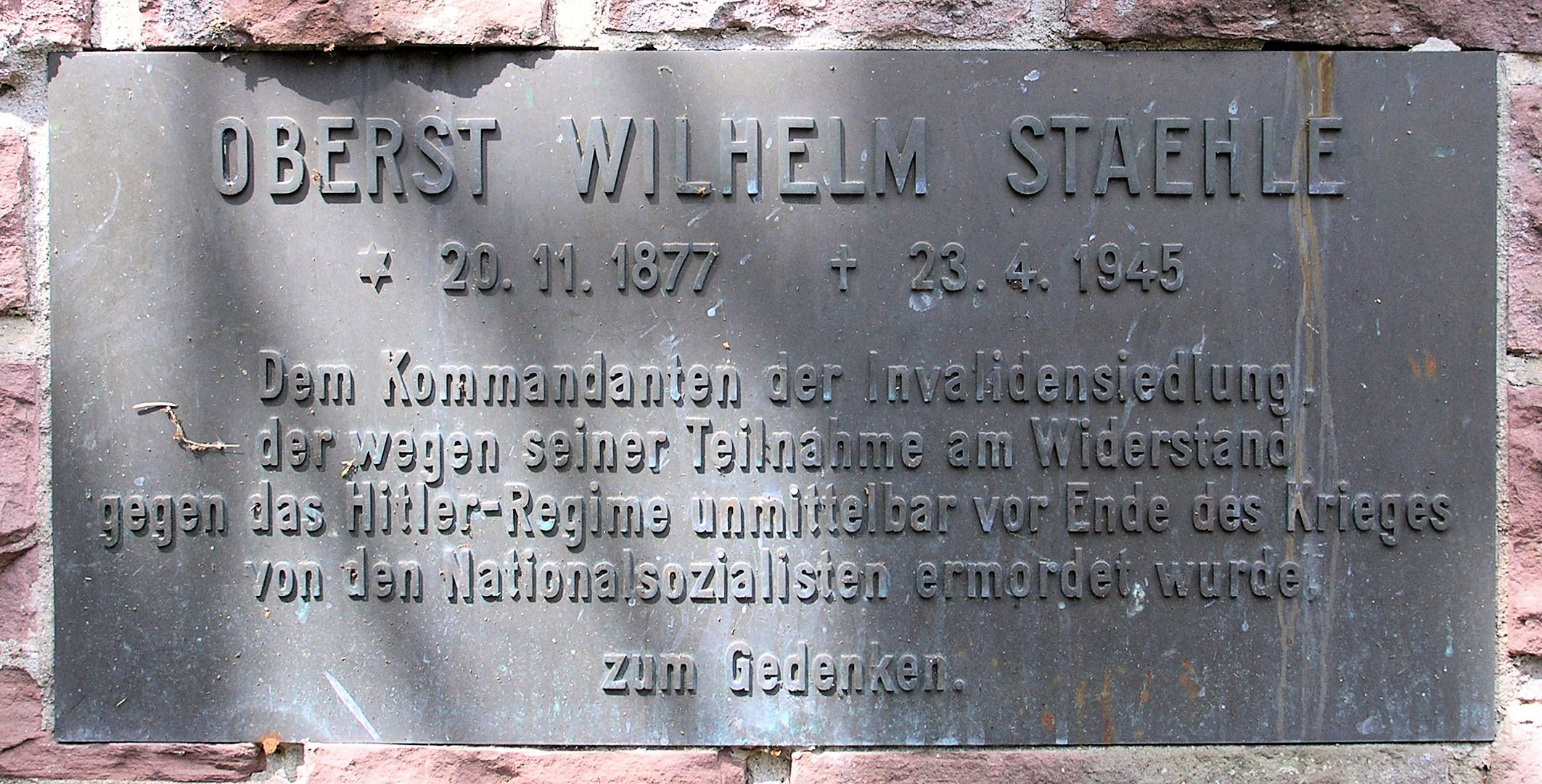
Gedenktafel in der Invalidensiedlung, in Berlin-Frohnau

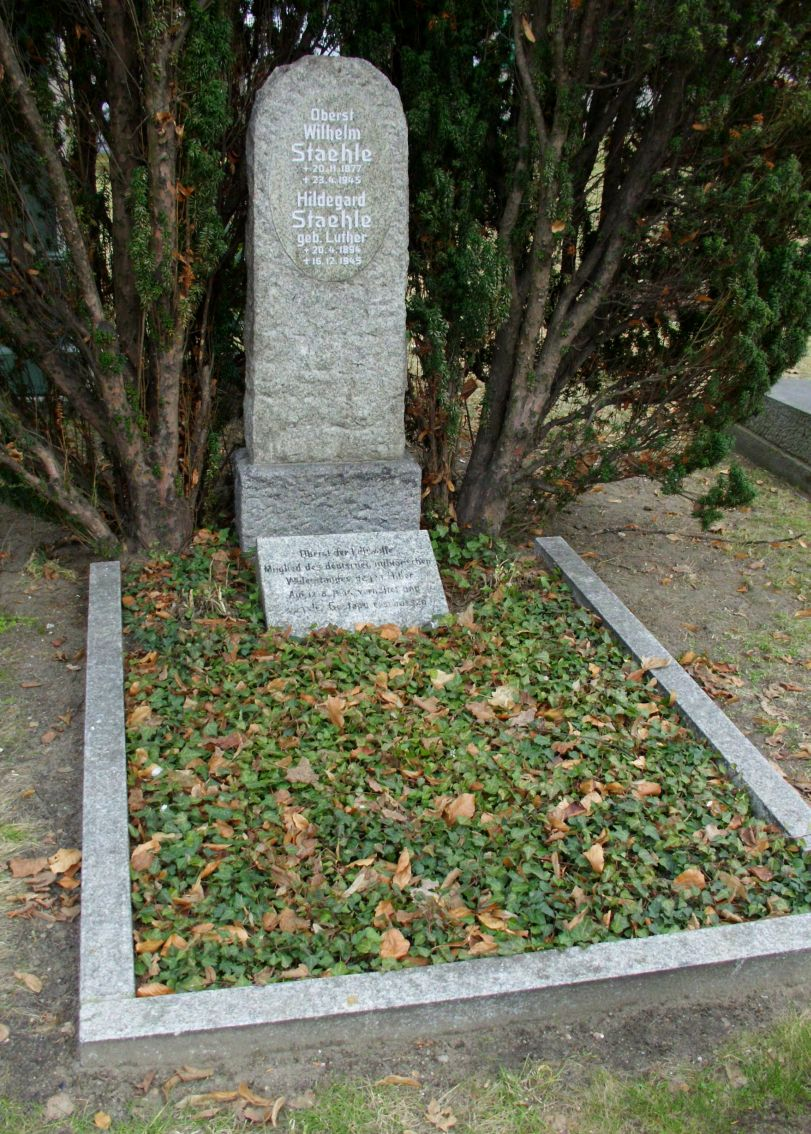
Grab von Wilhelm Staehle auf dem Invalidenfriedhof Berlin (Zustand 2013)

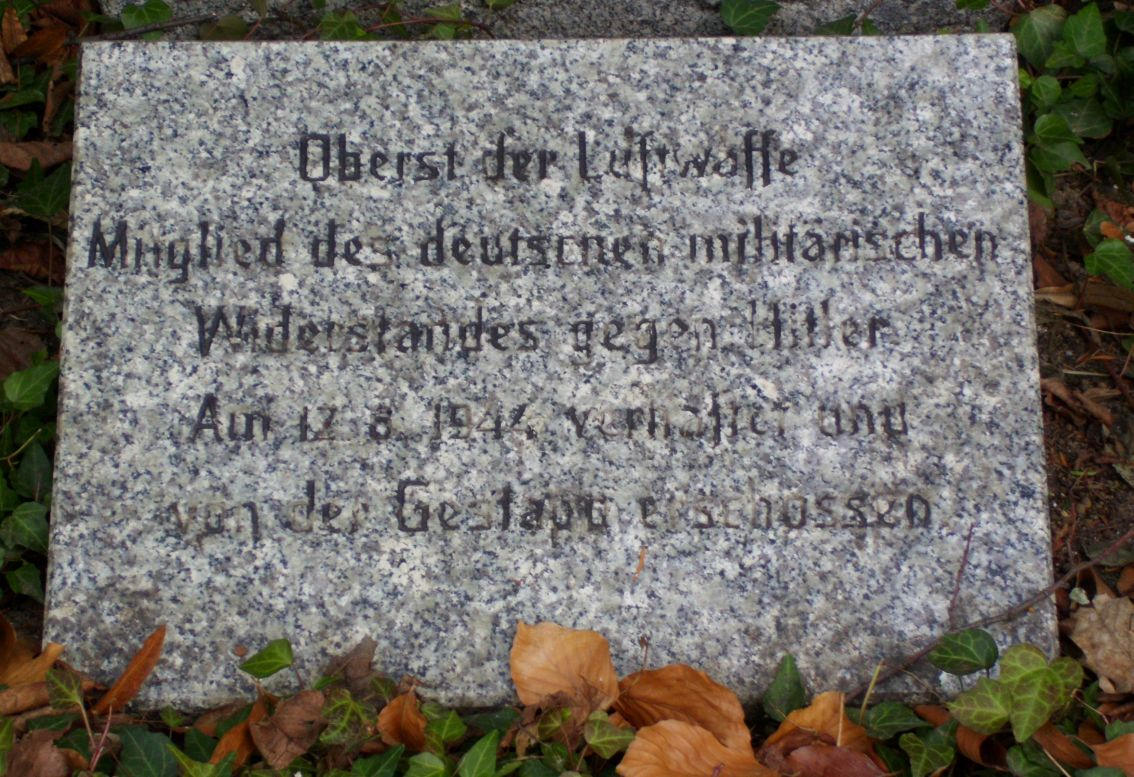
Gedenkstein auf dem Grab von Wilhelm Staehle

Staehle entstammte väterlicherseits einer Offiziersfamilie. Sein Vater August Staehle war Hauptmann, Großvater Wilhelm Staehle war Platzmajor in Kassel. Seine Mutter Alberdina, geborene Wildeboer, stammte aus der niederländischen Stadt Meppel.
Nach dem Abitur am Realgymnasium in Osnabrück schlug Staehle die Offizierslaufbahn in der Preußischen Armee ein und wurde am 3. März 1897 zum Fahnenjunker ernannt. Von 1900 bis 1902 nahm er als Leutnant an der Niederwerfung des Boxeraufstandes in China teil.
Bei Beginn des Ersten Weltkriegs war Staehle Hauptmann und kämpfte zunächst an der Westfront. 1916 erfolgte seine Versetzung zum preußischen Generalstab nach Berlin und die Ausbildung zum Abwehroffizier. Ab 1917 war er Nachrichtenoffizier beim Armee-Oberkommando 4 in Flandern. Für sein Wirken während des Krieges erhielt er neben beiden Klassen des Eisernen Kreuzes das Ritterkreuz des Königlichen Hausordens von Hohenzollern mit Schwertern sowie das Verwundetenabzeichen in Schwarz.
Nach der Revolution wurde Staehle von der Reichswehr übernommen. Er war an der Niederschlagung des Spartakusaufstandes in Berlin beteiligt; später arbeitete er als Nachrichtenoffizier in der Abwehr. Während der Ruhrbesetzung wurde er 1923 in die Abwehrgruppe des Reichswehrministeriums versetzt, wo er am Hochverratsprozess gegen Heinrich Wandt beteiligt war. Er arbeitete als Leiter der Abwehrstelle im Wehrkreis VI (Münster) und leitete die deutsche Abwehr in Belgien und den Niederlanden. Ab 1926 war er Bataillonskommandeur in Celle.
1928 heiratete Staehle die geschiedene Hildegard Stille. 1929 musste er deswegen aus dem aktiven Dienst der Reichswehr ausscheiden. Ab September 1931 war er Fürsorge-Referent im Wehrkreis III (Berlin)
Von 1935 bis 1937 arbeitete er in der Versorgungsabteilung des Wehrmachtsamts. Am 30. September 1937 wurde Staehle zum militärischen Leiter und am 8. November 1939 zum Kommandanten des Berliner Invalidenhauses ernannt, dessen letzter Kommandant er wurde. Ihm unterstand auch das Militärwaisenhaus Potsdam. Zuletzt stand er im Range eines Obersten der Wehrmacht.

## Widerstand
Staehle und seine Frau standen – mit einer ausgeprägt konservativen, niederländisch-calvinistischen Weltanschauung – dem Nationalsozialismus von Anfang an ablehnend gegenüber. Staehle hörte regelmäßig die Predigten Martin Niemöllers, stand seit 1937 in enger Verbindung zu Carl Friedrich Goerdeler und schloss sich dem Solf-Kreis an. Das Ehepaar Staehle gehörte zur „Kirchlichen Hilfsstelle für evangelische Nichtarier“ und half aktiv Verfolgten.
Nach der Besetzung der Niederlande suchte Staehle, der durch seine Mutter holländisch sprach, auf Dienstreisen Kontakt zum dortigen Widerstand. Goerdeler beauftragte ihn, die Niederländer über die Umsturzpläne zu informieren. Ende 1943 traf er in Coevorden führende Mitglieder des niederländischen Widerstands. Er bat um Unterstützung in der Übergangszeit nach einem gelungenen Attentat auf Hitler. Die niederländische Exilregierung in London, an welche diese Nachricht weitergeleitet wurde, erteilte jedoch einen abschlägigen Bescheid. Staehle selbst sollte nach einem erfolgreichen Umsturz am 20. Juli 1944 die militärische Leitung in Holland und Belgien übernehmen. Über einen konservativen Widerstandskreis in seinem Heimatort Neuenhaus, dem er eng verbunden war, und anderen Gemeinden der Grafschaft Bentheim, hielt der den Kontakt mit dem niederländischen Widerstand aufrecht.
Die Sipo entdeckte Staehles Kontakte zum niederländischen Widerstand durch einen Agentenfunker in Den Haag, bei dessen Verhaftung im Januar 1944 ein fertiger Funkspruch für MID-SOE in London gefunden wurde. Darin wurde vor Major Giskes von der Abwehrabteilung IIIF, der in Holland das Englandspiel betrieb, gewarnt. Staehle wurde als Quelle erwähnt. Im Februar 1944 wurde er zum ersten Mal festgenommen.
Am 12. Juni 1944 wurde Staehle in Berlin wegen seiner Beteiligung am Solf-Kreis verhaftet und kam in das Zellengefängnis Lehrter Straße. Nach dem 20. Juli 1944 geriet er in den Verdacht der Mitwisserschaft.
Am 16. März 1945 fand die Verhandlung gegen Staehle vor dem Volksgerichtshof statt. Dieser verurteilte ihn wegen Begünstigung eines politischen Flüchtlings zu zwei Jahren Gefängnis. In der Nacht vom 22. zum 23. April 1945 wurde Staehle von einem Sonderkommando des Reichssicherheitshauptamtes in der Nähe des Zellengefängnisses Lehrter Straße durch Genickschuss ermordet.
Sein Grab liegt auf dem Berliner Invalidenfriedhof.

## Ehrungen
- Im Berliner Bezirk Reinickendorf, Stadtteil Frohnau wurde 26 Jahre nach seiner Ermordung am 23. April 1971 der westliche Abschnitt des Hubertusweges in Staehleweg umbenannt. Der Weg verläuft von der Oranienburger Chaussee und dem Hubertusweg bis zur Invalidensiedlung.[2]
- In der Invalidensiedlung selbst wurde eine Erinnerungsstätte errichtet. Es handelt sich hierbei um einen Glockenturm mit der alten Glocke aus dem Invalidenhaus und einer Gedenktafel mit folgender Inschrift:

Oberst Wilhelm Staehle
Geb. 20. November 1877 gest. 23. April 1945
Dem Kommandanten der Invalidensiedlung, der wegen seiner Teilnahme am Widerstand gegen das Hitler-Regime unmittelbar vor Ende des Krieges von den Nationalsozialisten ermordet wurde, zum Gedenken.
- In Staehles Geburtsort Neuenhaus an der niederländischen Grenze sind eine Straße und die Haupt- und Realschule nach ihm benannt.[3]